# L'ascia di guerra
L'ascia di guerra (The Yellow Tomahawk) è un film del 1954 diretto da Lesley Selander.
È un film western statunitense con Rory Calhoun, Peggie Castle e Noah Beery Jr..

## Produzione
Il film, diretto da Lesley Selander su una sceneggiatura di Richard Alan Simmons con il soggetto di Harold Jack Bloom, fu prodotto da Howard W. Koch per la Bel-Air Productions e girato nel Kanab Movie Ranch a Kanab, Utah. I titoli di lavorazione furono Fire Knife e War Clouds.

## Distribuzione
Il film fu distribuito con il titolo The Yellow Tomahawk negli Stati Uniti nel maggio del 1954 al cinema dalla United Artists.
Altre distribuzioni:
- in Francia il 15 luglio 1955 (La Hache sanglante)
- in Svezia l'8 agosto 1955 (Den gula tomahawken)
- in Finlandia il 23 settembre 1955 (Keltainen tomahawki)
- in Germania Ovest il 30 settembre 1955 (Die Hand am Abzug)
- in Austria nel maggio del 1956 (Die Hand am Abzug)
- in Belgio l'11 maggio 1956 (De bloedige strijdbijl e La hache sanglante)
- in Grecia (Fotia kai tsekouri)
- in Italia (L'ascia di guerra)

## Promozione
La tagline è: "An Indian Scout and a Blonde Wildcat... They Faced the Most Savage of All Indian Raids!".